# Walckenaeria acuminata
Walckenaeria acuminata este o specie de păianjeni din genul Walckenaeria, familia Linyphiidae, descrisă de Blackwall, 1833. Conform Catalogue of Life specia Walckenaeria acuminata nu are subspecii cunoscute.